# اسرائیل ۲۵ سال آینده را نخواهد دید
اسرائیل ۲۵ سال آینده را نخواهد دید گفتاوردی از سید علی خامنه‌ای در یک سخنرانی دربارهٔ اسرائیل پس از توافق در برنامه هسته‌ای ایران است که در توییتر وی منتشر شد. به‌گفتهٔ وبگاه رسمی وی، این جمله به‌عنوان «مهم‌ترین و به یادماندنی‌ترین جملهٔ خامنه‌ای» در سال ۱۳۹۴ انتخاب شد. از این شعار در تبلیغات و روز قدس استفاده می‌شود.
خامنه‌ای توضیح داده که نابودی اسرائیل به منظور دشمنی با دولت اسرائیل است. با توجه به این شعار تابلو روزشمار در تهران نصب شده بود. و خبرگزاری تسنیم، وابسته به سپاه پاسداران، این شعار را به بیداری اسلامی نسبت داده است.
در جریان تنش داخلی اصلاحات قضائی ۲۰۲۳ اسرائیل، سید علی خامنه‌ای و سید ابراهیم رئیسی ادعا کردند سقوط اسرائیل زودتر از ۲۵ سال (۱۴۱۹ شمسی) رخ می‌دهد.

## پس‌زمینه
پس از توافق در سال ۲۰۱۵ بین ایران و گروه ۱+۵، اسرائیل اعلام کرد هیچ نگرانی در مورد جنگ بین ایران و اسرائیل نخواهد بود و امنیت کشور اسرائیل برای ۲۵ سال آینده تضمین است. خامنه‌ای در پاسخ به بیانیهٔ اسرائیل در بیانیه‌ای گفت: «من به شما اول می‌گویم اسرائیل ۲۵ سال آینده را نخواهد دید؛ دوم اینکه در این دوره ایران روح مبارزه و جدیت و جهاد را حفظ خواهد کرد شما هر لحظه نگران خواهید بود.» او در ۲۴ آذر ۱۳۹۵ نیز در دیدار رمضان عبدالله این جمله را تکرار کرد و گفت: «رژیم صهیونیستی همچنانکه قبلاً گفته‌ایم به شرط مبارزهٔ همگانی و متحد فلسطینی‌ها و مسلمانان با صهیونیست‌ها در ۲۵ سال آینده وجود خارجی نخواهد داشت.»

## بیانیهٔ واکنشی اسرائیل
نخست‌وزیر اسرائیل، بنیامین نتانیاهو گفت: «خامنه‌ای حتی اجازهٔ تکان خوردن به موافقان توافق نمی‌دهد تا بتوانند دربارهٔ آن خیال‌پردازی کنند» همچنین او اظهار داشت: «این اتفاق نخواهد افتاد. اسرائیل یک کشور قوی است و قوی‌تر خواهد شد.»